# أنطون سميرنوف
أنطون سميرنوف (بالروسية: Антон Смирнов)‏ (7 أغسطس 1983 بسامارا في روسيا - ) هو لاعب كرة قدم روسي في مركز الدفاع. لعب مع نادي سلافيا-موزير وFC Uralan Plus Moscow ‏ وFC Krasnodar-2000 ‏ وFC Mashuk-KMV Pyatigorsk ‏ وFC Orsha ‏ وFC Spartak-MZhK Ryazan ‏ وFC Zvezda Irkutsk ‏ وFC Nara-ShBFR Naro-Fominsk ‏ وFC Podolye Podolsky district ‏ وFC Reutov ‏ وFC Cherepovets ‏.

## وصلات خارجية
- أنطون سميرنوف على موقع قاعدة بيانات كرة القدم.إي يو (الإنجليزية)
- أنطون سميرنوف على موقع Soccerway.com (الإنجليزية)